# Paralomis haigae
Paralomis haigae är en kräftdjursart som beskrevs av Niles Eldredge 1976. Paralomis haigae ingår i släktet Paralomis och familjen trollkrabbor. Inga underarter finns listade i Catalogue of Life.